# 1847
Cette page concerne l'année 1847 (MDCCCXLVII en chiffres romains) du calendrier grégorien.
L'année 1847 est une année commune qui commence un vendredi.

## Événements

### Afrique
- Février : Abd el-Kader se réfugie de nouveau au Maroc en novembre 1846[1]. Bugeaud désire le poursuivre mais, le gouvernement français s’y oppose. Il demande alors les moyens de réduire les Kabyles, mais n’obtient pas satisfaction. On lui retire le droit d’accorder des concessions en territoire civil et un crédit de trois millions pour la colonisation militaire[2].

- 5 avril : le gouverneur de la Gold Coast, William Winniett, et le missionnaire Thomas B. Freeman à Abomey signent un accord commercial avec le Dahomey[3].
- 13 avril : Mohammed ibn ’Abd Allah (Bu Ma’za) se rend au colonel Saint-Arnaud [4].

- 30 mai : Bugeaud démissionne de son poste de gouverneur général de l’Algérie. Il est de retour en France le 5 juin et Bedeau assure l’intérim à partir du 20 juillet[5]. Abd el-Kader, poursuivi par le sultan du Maroc, est contraint de négocier[1].

- 26 juillet : le Liberia devient indépendant et se dote d’une Constitution de type nord-américain, qui réserve le statut de citoyen aux seuls noirs venus d’Amérique et leur descendance[6]. Sa capitale est Monrovia (cf. Monroe). Création du drapeau Libérien inspiré de celui des États-Unis.
- 11 septembre : le duc d’Aumale est nommé gouverneur général de l’Algérie française ; il prend possession de son poste le 5 octobre[5] (fin en 1848).
- 23 décembre : 
  - reddition d’Abd El-Kader au général Lamoricière à condition d’être transporté en Orient. L’émir est d’abord conduit au fort Lamalgue à Toulon, mais la Révolution de février 1848 ajourne son départ. Il est interné en France à Pau, puis à Amboise (1847-1852)[2]. L'Algérie est sous domination française après la soumission d'Abd El-Kader ;
  - le nouveau gouverneur de la Colonie du Cap Sir Harry Smith (1847-1852) proclame que la frontière orientale de la colonie est reportée du fleuve Great Fish à la ligne formée par le fleuve Keiskamma (en) et la rivière Tyhume. Le territoire situé entre le Keiskamma et le Grand Kei, le district de la Reine-Adélaïde, est annexé à la Colonie du Cap et prend le nom de Cafrerie britannique[7]. La victoire des Britanniques sur les tribus xhosas permet aux fermiers d’acquérir de nouvelles terres. Harry Smith développe une politique d’expansion territoriale et de ségrégation à l’égard des Africains.

- László Magyar explore l’Afrique australe : il traverse le Kalahari, puis en 1848 remonte le cours du Congo, longe le Cuanza jusqu’à Kwango. Il atteint le royaume de Bié et épouse la fille d’un chef local, puis se lance vers le haut Zambèze et le Congo[8].

### Amérique
- 22 - 23 février, guerre américano-mexicaine : victoire des États-Unis sur le Mexique à la bataille de Buena Vista[9].
- 1er mars : début de la dictature de Faustin Soulouque à Haïti, protecteur du vaudou (fin en 1859)[10].

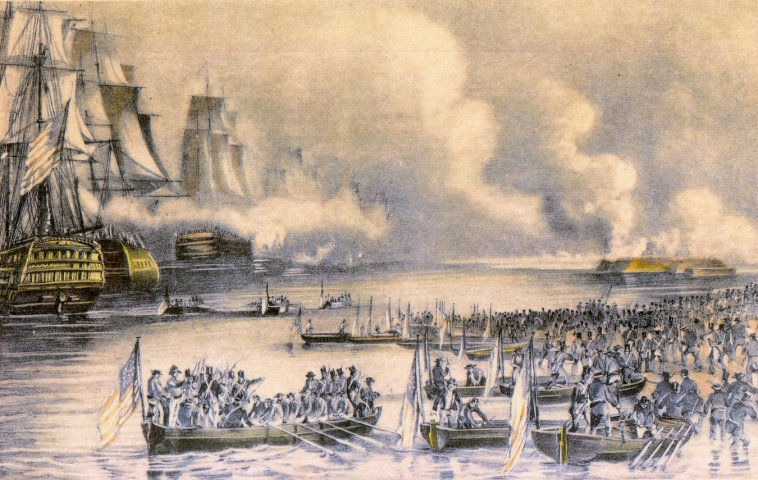
9 mars : débarquement de Veracruz

- Au printemps : Procès des frères Snow, Abraham Lincoln y est avocat.
- 29 mars : prise de Veracruz par le général Winfield Scott, qui marche sur Mexico[9]. Il bat les Mexicains à Cerro Gordo (18 avril), Contreras (19-20 août) et Churubusco (20 août). Il prend Casa Mata et Molino del Rey (8 septembre), puis marche sur la colline de Chapultepec, le verrou de Mexico, qui tombe en septembre[9].
- 20 juillet : décret 523. Pedro II du Brésil décide de ne plus choisir lui-même ses ministres mais de nommer un président du Conseil qui formerait l’équipe ministérielle. C’est un pas vers le régime parlementaire[11].
- 24 juillet : arrivée des mormons, partis de l’Illinois (1846) dans l'Utah, sous la conduite de Brigham Young successeur du fondateur du mouvement Joseph Smith et création de Salt Lake City[12].
- 30 juillet, Valladolid : début de la « guerre des castes », rébellion maya qui ensanglante la péninsule du Yucatán jusqu'en 1901[13].

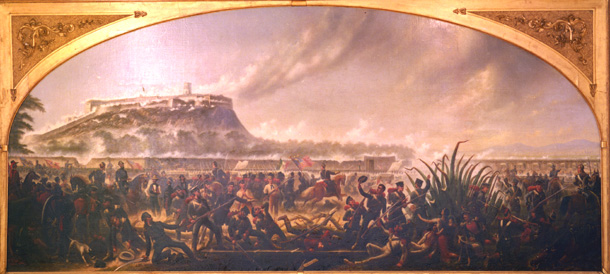
12-13 septembre : bataille de Chapultepec.

- 12-13 septembre : prise de la colline de Chapultepec, au Sud-Ouest de Mexico, par les troupes des États-Unis. Santa Anna fait retraite jusqu’à Huamantla, où a lieu une autre bataille qui l’oblige à s’enfuir de nouveau[9].
- 15 septembre : chute de Mexico[9].
- 9 octobre : la Suède abolit l’esclavage dans son unique colonie, Saint-Barthélemy[14].
- 12 octobre : levée du siège de Puebla après la victoire des États-Unis à la bataille de Huamantla[15].
- 7 novembre : victoire des troupes gouvernementales boliviennes sur les rebelles du général José Miguel de Velasco à la bataille de Vitichi[16].
- Brésil : les premiers immigrants européens arrivent à São Paulo pour travailler dans les grandes exploitations de café. Le planteur Nicolau Vergueiro fait venir 64 familles allemandes sur ses terres[17].

### Asie et Pacifique
- 15 avril : destruction de la flotte vietnamienne par l’escadre française du commandant Lapierre à la bataille de Tourane[18]. La France lance une expédition sur la Cochinchine (Nord du Viêt Nam).
- 8 mai : 12 000 personnes sont tuées lors du tremblement de terre Zenkoji au Japon[19].
- 19 juin : convention de Jarnac entre la France et le Royaume-Uni garantissant l’indépendance des îles Sous-le-Vent (abrogée en octobre 1887)[20].
- Juillet : l’activité du Bâb provoque des troubles qui aboutissent à son arrestation après la mort de son protecteur Manuchihr Khan (février). Il est enfermé à Maku[21].
- 5 août : convention entre la France (Lavaud) et la reine Pōmare IV, de retour de son exil des îles Sous-le-Vent, qui place définitivement Tahiti sous le protectorat de la France[22].
- 4 novembre : mort de Thiệu Trị, empereur du Vietnam ; son second fils Tự Đức lui succède le 26 mars 1848[18].

- Chine : les jésuites européens de la mission de « Zikawei » s’installent à Xujiahui, quartier de Shanghai[23].
- Perse : révolte du gouverneur du Khorasan Asaf al-Dawla, oncle maternel de Mohammad Shah, contre les mesures de contrôle plus strictes des autorités centrales vis-à-vis des provinces orchestrées par Mirza Agassi. Ces pratiques se heurtent à la multiplication des tentatives d’autonomie des seigneurs ruraux. Asaf al-Dawla est rappelé en 1847 et exilé en Turquie. La révolte s’amplifie sous son fils Salar al-Dawla, qui est capturé et exécuté en 1850[24]. Elle met en lumière un conflit à la fois ethnique (les Turcs d’Azerbaïdjan devenus prépondérants dans l’armée du chah, soutiennent l’insurgé) et religieux (les sunnites s’opposent au chiites).

### Europe
- 3 février : la pression des groupes libéraux oblige Frédéric-Guillaume IV de Prusse à convoquer un Landtag constitué des députés des diètes provinciales, qui se réunit le 11 avril. Lorsque le Landtag veut se transformer en Assemblée périodique, puis refuse un emprunt au roi, celui-ci, à la satisfaction des hobereaux, le renvoie (26 juin)[25],[26]. Les congrès de démocrates se multiplient à la fin de l’année.
- 12 février (31 janvier du calendrier julien) : le philosophe socialiste Alexandre Herzen quitte la Russie[27].

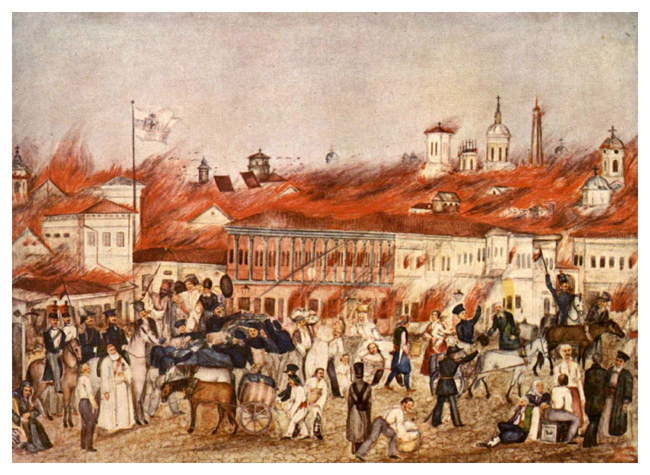
23 mars - 4 avril : grand incendie de Bucarest

- 20 avril : Code criminel en Pologne, calqué sur le Code russe de 1845, applicable au 1er janvier 1848[28].
- 21 - 23 avril : émeutes populaires à Berlin (Kartoffelrevolution)[29].

- 1er juin : premier congrès communiste à Londres ; sous l’égide de Karl Marx, la Ligue des justes (organisation de l’émigration allemande fondée en 1836) prend le nom de Ligue des communistes[30].
- 8 juin : la journée de travail des enfants de 13 à 18 ans et celle des femmes est limitée à 10 heures au Royaume-Uni[31].

- 29 juin : la convention de Gramido (pt) met fin à la Patuleia au Portugal[32]. Les septembristes (Sà da Bandeira, José da Silva Passos (pt)…) ne parviennent pas, au bout de huit mois de guerre civile, à soulever Lisbonne et à imposer la reconnaissance des juntes qui s’étaient mises en place dans le reste du pays.

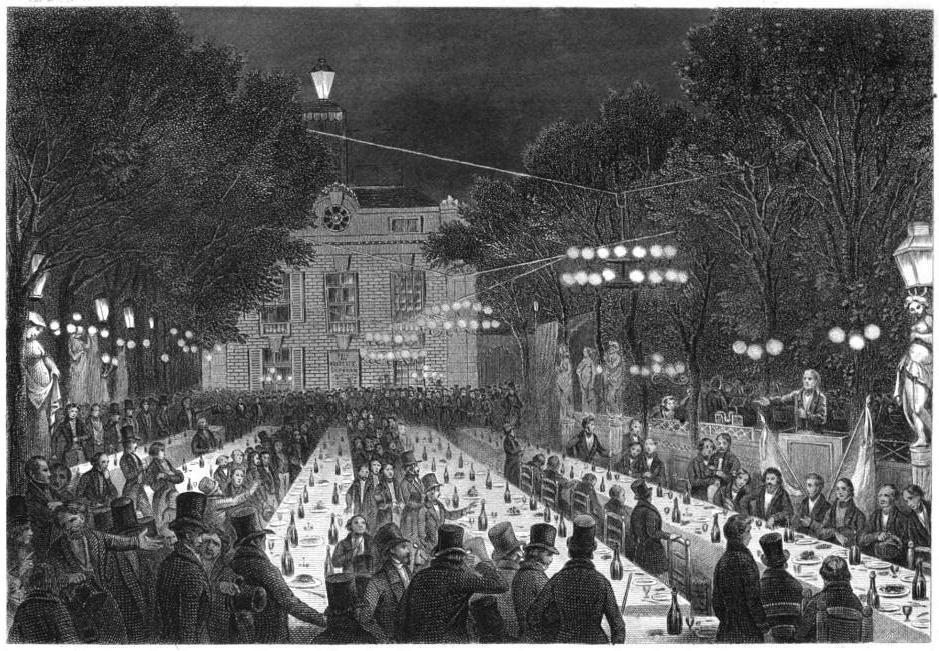
9 juillet : le banquet du Château-Rouge ouvre la campagne des banquets.

- 9 juillet, France : début de la campagne des banquets à la suite de l’interdiction des réunions politiques par le gouvernement[30].
- 20 juillet : la Diète de Suisse dissout le Sonderbund, qui lance alors ses troupes contre le Tessin et ouvre la guerre civile[33].

- 3 août : concordat entre la Russie et le Saint-Siège[34].
- 16 août-23 décembre : l’Autriche occupe militairement Ferrare[35].

- 12 septembre : l’assemblée d’Offenbourg en Allemagne réclame plus de droits fondamentaux en Allemagne ainsi qu’un parlement[36].
- 15 septembre, France : démission de Soult de la présidence du Conseil. Guizot est officiellement nommé président du Conseil le 19 septembre[37].

- 4 octobre : Isabelle II d’Espagne accepte Narvaez pour ministre[38].
- 10 octobre : réunion d’Heppenheim en Allemagne, où se réunissent les députés libéraux allemands en secret pour débattre d'un programme politique permettant la réalisation de l’unité allemande[39]. Ils lancent l’idée d’un parlement douanier dans le cadre d’un Zollverein qui aurait des attributions politiques.

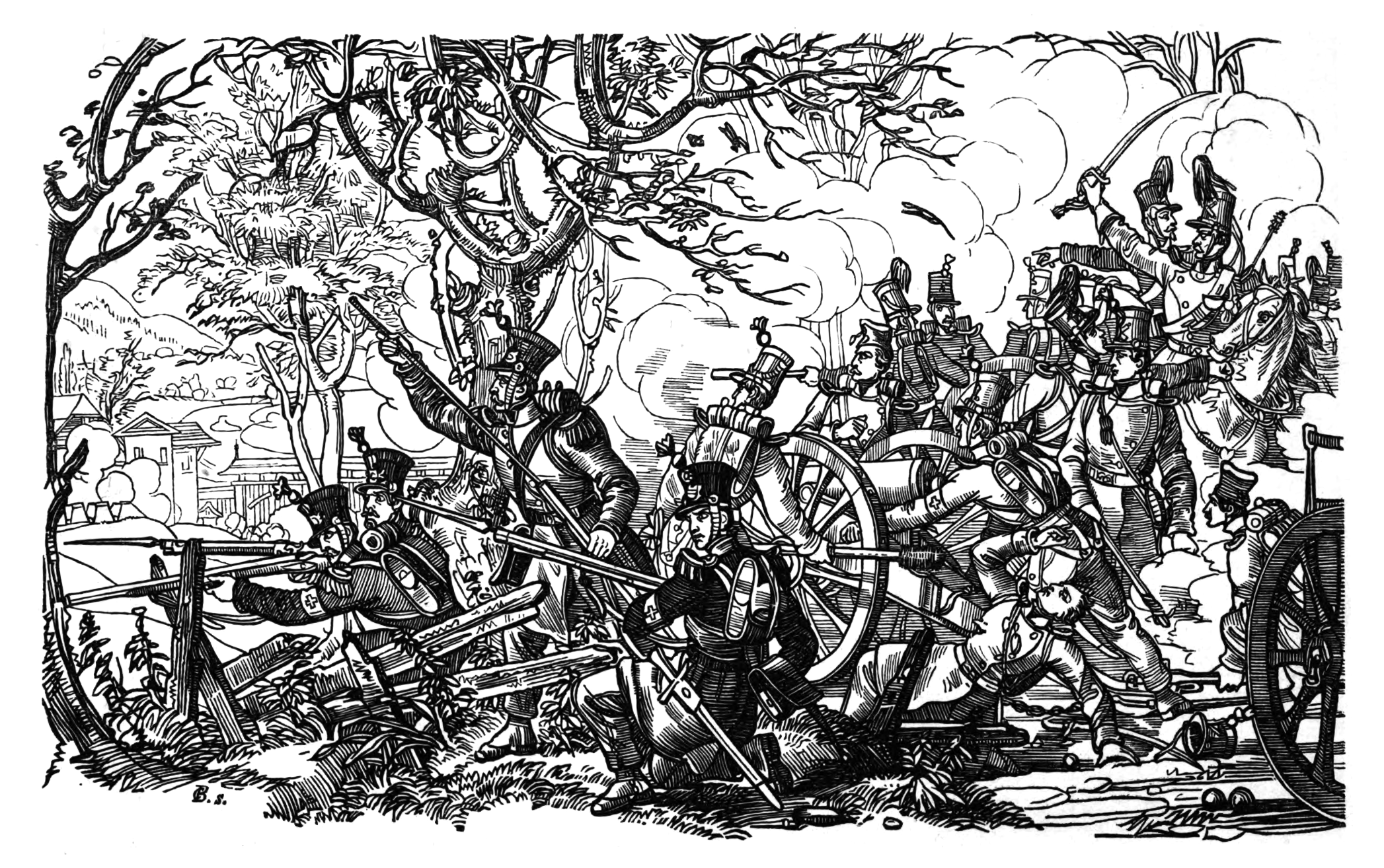
23 novembre : combat décisif de Gislikon dans la guerre du Sonderbund.

- 4 - 30 novembre : guerre du Sonderbund[33]. Le Sonderbund est battu, et l’Autriche, la France et la Prusse offrent leur médiation. La Diète adopte des mesures financières à l’encontre des cantons catholiques. Des gouvernements radicaux sont installés dans les cantons catholiques et les congrégations religieuses (y compris les jésuites) sont expulsées du pays.
  - Rapprochement franco-autrichien à la suite de la crise du Sonderbund pour paralyser la politique du Premier ministre libéral britannique Lord Palmerston[40].
- 29 novembre- 8 décembre, Londres : au 2e Congrès de la Ligue des communistes, Karl Marx et Friedrich Engels sont chargés de rédiger un « Manifeste du Parti communiste »[41].
- 7-10 novembre : ouverture de la diète de Presbourg. Les groupes progressistes hongrois ont remporté une victoire décisive aux élections le 17 octobre. Lajos Kossuth est élu comme député de Pest. Il devient chef des radicaux, préconisant l’affranchissement des paysans et la séparation politique de l’Autriche et de la Hongrie[42]. Le gouvernement autrichien commence par ignorer ce vote mais accède finalement aux demandes des nationalistes en autorisant la constitution d’un gouvernement hongrois avec Batthyány comme Premier ministre le 23 mars 1848[43].

## Naissances en 1847

### Janvier
- 1er janvier : Flavien-Louis Peslin, peintre français († 9 mars 1905).
- 16 janvier : Kálmán Mikszáth, romancier, journaliste et homme politique hongrois († 28 mai 1910).
- 17 janvier : Eugène Quignolot, peintre, dessinateur, graveur, illustrateur et professeur français († 20 septembre 1921).
- 18 janvier : Matsudaira Sadaaki, daimyo japonais de la période du Bakumatsu, dernier seigneur du domaine de Kuwana († 12 juillet 1908).
- 20 janvier : Lazar Meyer, peintre français († 28 janvier 1935).
- 22 janvier : Jules Garnier, peintre français († 25 décembre 1889).

### Février
- 11 février :
  - Eugène Charvot, peintre français († 8 février 1924).
  - Thomas Edison, inventeur américain († 18 octobre 1931).
- 13 février : Victor Gilbert, peintre français († 21 juillet 1933).
- 15 février : Robert Fuchs, compositeur autrichien († 19 février 1927).
- 16 février : Philipp Scharwenka, compositeur et pédagogue allemand d’origine tchéco-polonaise († 16 juillet 1917).
- 20 février : Pierre Emmanuel Eugène Damoye, peintre français de l'École de Barbizon († 23 janvier 1916).
- 25 février : Noguchi Shohin, peintre japonaise († 17 février 1917).

### Mars
- 1er mars : Louis-Auguste Boisrond-Canal, homme politique et militaire haïtien († 1940).
- 2 mars : Ibrahim Al-Yazigi, philosophe, poète et journaliste libanais († 28 décembre 1906).
- 3 mars :
  - Alexandre Graham Bell, inventeur britannique († 2 août 1922).
  - Lucien Poujade, violoniste, compositeur et chef d'orchestre français († 12 avril 1914).
- 4 mars : 
  - Karl Josef Bayer, chimiste autrichien († 22 octobre 1904).
  - Domenico Ferrata, cardinal italien de la curie romaine († 10 octobre 1914).
- 5 mars : Édouard John Ravel,  peintre, graveur et illustrateur suisse († 8 mars 1920).
- 6 mars : Federico Andreotti, peintre italien († 1930).
- 9 mars : Martin-Pierre Marsick, violoniste belge († 21 octobre 1924).
- 22 mars : Georges de Villebois-Mareuil, militaire français († 5 avril 1900).
- 23 mars : Théodore Roussel, peintre et graveur britannique d'origine française († 23 avril 1926).
- 30 mars : Léonce Lourde-Rocheblave, pyrénéiste français († 1898).

### Avril
- 2 avril : Édouard Adam, peintre français († 10 février 1929).
- 6 avril :
  - Charles Diéterle, peintre français († 31 mars 1933).
  - Gustave Jeanneret, peintre suisse († 13 septembre 1927).
- 9 avril : Louis Gaidan, peintre français († 2 avril 1925).
- 14 avril : Josiah Strong, pasteur protestant américain († 26 juin 1916).
- 24 avril : Louis Canivez, compositeur et chef d'orchestre belge († 18 novembre 1911).
- 28 avril : Napoleone Colajanni, homme politique et intellectuel italien († 2 septembre 1921).
- 29 avril : Joachim Andersen, chef d'orchestre et compositeur danois († 7 mai 1909).

### Mai
- 4 mai :
  - János Halmos, homme politique hongrois († 17 avril 1907).
  - Alfred Wilhelm Strohl, mécène, écrivain, peintre, sculpteur et musicien amateur français naturalisé italien († 19 février 1927).
- 7 mai : Domitila García Doménico de Coronado, écrivaine, journaliste, éditrice et professeure cubaine († 18 septembre 1937).
- 23 mai : Louis Le Poittevin, peintre français († 3 avril 1909).

### Juin
- 3 juin : Cesare Mauro Trebbi, peintre et lithopgraphe italien († 16 avril 1931).
- 12 juin : Friedrich von Payer, homme politique allemand († 14 juillet 1931).
- 24 juin :
  - Gaston Salvayre, compositeur et critique musical français († 17 mai 1916).
  - Joseph-Noël Sylvestre, peintre français († 29 octobre 1926).
- 27 juin : Charles de Condamy, peintre et aquarelliste français († 3 mars 1913).
- 29 juin : Charles Gide, économiste français († 1932).

### Juillet
- 4 juillet : Manuel María de Peralta, diplomate et historien costaricien († 1er août 1930).
- 9 juillet : Félix Buhot, peintre, graveur et illustrateur français († 26 avril 1898).
- 11 juillet : Louis Bideault, peintre et lithographe français († 18 février 1928).
- 13 juillet : Edmond Louis Dupain, peintre français († 10 août 1933).
- 14 juillet : Gustav Eberlein, sculpteur, peintre, illustrateur et écrivain allemand († 5 février 1926).
- 20 juillet : Max Liebermann, peintre et graveur allemand († 8 février 1935).
- 21 juillet : Victor de Mirecki, violoncelliste et professeur de musique espagnol d'origine franco-polonaise († 7 avril 1921).

### Août
- 3 août : Grégoire Wincqz, maître de carrière et homme politique belge († 21 août 1915).
- 18 août : El Gallo (Fernando Gómez García), matador espagnol († 2 août 1897).
- 27 août :
  - Caspar Augustin Geiger, peintre allemand († 12 novembre 1927).
  - Édouard Jeanmaire, peintre suisse († 13 avril 1916).
- 29 août : Gustavo Richard, homme politique brésilien († 18 octobre 1929).
- 31 août : Edoardo Matania, peintre et illustrateur italien  († 17 décembre 1929).

### Septembre
- 5 septembre : Jesse James, célèbre hors-la-loi américain († 3 avril 1882).
- 15 septembre : Jules-Théophile Boucher, comédien français, sociétaire de la Comédie-Française († 26 novembre 1924).
- 18 septembre : Albert Delwarte, homme politique belge († 18 mars 1913).
- 29 septembre : Gabriel Ferrier, peintre français († 6 juin 1914).

### Octobre
- 2 octobre : Paul von Hindenburg, militaire et président allemand de la république de Weimar (1925-1934) († 2 août 1934).
- 15 octobre : Sophie Cysch, actrice et chanteuse d'opéra suédoise († 20 mars 1917).
- 17 octobre : Chiquinha Gonzaga, compositrice, pianiste et la première femme chef d'orchestre brésilienne († 28 février 1935).
- 20 octobre :
  - Hippolyte Marius Galy, sculpteur et peintre français († 24 mars 1929).
  - Frits Thaulow, peintre et graveur impressionniste norvégien († 5 novembre 1906).

### Novembre
- 1er novembre : Alcide Théophile Robaudi, peintre et illustrateur français († 13 mars 1928).
- 2 novembre : Georges Sorel philosophe et sociologue français († 29 août 1922).
- 8 novembre :
  - Jean Casimir-Perier futur président de la république française († 16 janvier 1895).
  - Maurice Courant, peintre français († 21 décembre 1924).
  - Bram Stoker, écrivain irlandais auteur de Dracula († 20 avril 1912).
- 11 novembre : Jules Guesde, homme politique français († 28 juillet 1922).
- 15 novembre : Gaston Roullet, peintre et illustrateur français († 2 décembre 1925).
- 30 novembre : August Klughardt, musicien et compositeur allemand († 3 août 1902).

### Décembre
- 1er décembre : Antonín Chittussi, peintre austro-hongrois († 1er mai 1891).
- 8 décembre : Armand Raynaud, compositeur et chef d'orchestre français († 3 avril 1900).
- 10 décembre : Andrea Landini, peintre italien († 1935).
- 16 décembre : Augusta Holmes, compositrice française d'origine britannique et irlandaise († 28 janvier 1903).
- 25 décembre : Victor Vignon, peintre paysagiste et graveur français († 15 mars 1909).

### Date précise inconnue
- Joseph Davilmar Théodore, militaire et homme politique haïtien († 13 janvier 1917).
- Mary Leebody, botaniste irlandaise († 19 septembre 1911).
- Barbara McDonnell, philanthrope irlandaise († 1928).
- Timoci Tavanavanua, chef fidjien († 1888).

## Décès en 1847
- 6 janvier : Joseph Abrahamson, officier et pédagogue danois (° 6 décembre 1789).
- 14 janvier : Benjamin Roubaud, peintre, lithographe et caricaturiste français (° 1811).

- 3 février : Alphonsine Plessis, Marie Duplessis, La Dame aux camélias (° 15 janvier 1824).

- 2 mars : Jean-Louis Ducis, peintre français (° 14 juillet 1775).
- 9 mars : Mary Anning, paléontologue britannique (° 21 mai 1799).
- 11 mars : John Chapman, botaniste et pionnier américain (° 26 septembre 1774).
- 17 mars : Grandville, illustrateur et dessinateur satirique pour des journaux tels que La Caricature et Le Charivari (° 3 décembre 1803).

- 27 avril : Henry Wellesley 1er baron Cowley, homme politique britannique (° 20 janvier 1773).
- 29 avril : Tomás de Anchorena, homme politique, homme d’affaires et avocat espagnol puis argentin (° 29 novembre 1783).

- 14 mai : Fanny Mendelssohn, compositrice et pianiste allemande (° 14 novembre 1805).
- 15 mai : Daniel O'Connell, homme politique irlandais surnommé the Liberator ou the Emancipator (° 6 août 1775).
- 16 mai : Caspar Ett, organiste et compositeur allemand (° 5 juillet 1788).
- 19 mai : Joaquim Gonçalves Ledo, homme politique et journaliste brésilien (° 11 août 1781).
- 23 mai : Daniel Saint, peintre miniaturiste français (° 12 janvier 1778).

- 9 juin : Johann Christian Reinhart, peintre et graveur allemand (° 24 janvier 1761).
- 12 juin :
  - Pierre-Simon Ballanche, écrivain et philosophe français (° 4 août 1776).
  - Antoine-Gaspard Couillard, seigneur, médecin et homme politique canadien (° 16 février 1789).
- 20 juin : Juan Larrea, homme d’affaires et homme politique espagnol puis argentin (° 24 juin 1782).

- 1er juillet : Georg Friedrich Kersting, peintre et dessinateur allemand (° 31 octobre 1785).
- 16 juillet : José Ignacio Zenteno, militaire et homme plolitique chilien (° 28 juillet 1786).
- 18 juillet : Bento Gonçalves da Silva, militaire, homme politique et patriote brésilien  (° 23 septembre 1788).
- 24 juillet : Antoine Louis François Sergent dit Sergent-Marceau, peintre, graveur et aquatintiste français (° 9 octobre 1751).

- 11 septembre : Giuseppe Canella, peintre italien (° 28 juillet 1788).
- 12 septembre : Joaquín Campana, avocat et homme politique espagnol puis argentin (° 24 mai 1773).
- 28 septembre : Ferdinando Visconti militaire italien, géographe, cartographe et spécialiste de la géodésie sicilien (° 3 janvier 1772).

- 2 octobre : Rocco Verduci, révolutionnaire et patriote de l'unification italienne (° 3 août 1824).
- 5 octobre : Henry Howard, peintre britannique (° 31 janvier 1769).
- 7 octobre : Alexandre Brongniart, scientifique français connu principalement pour ses travaux de minéralogie (° 10 février 1770).

- 4 novembre : Felix Mendelssohn, chef d'orchestre, pianiste et compositeur allemand (° 3 février 1809).

- 16 décembre : Alexeï Venetsianov, peintre de scènes de genre russe (° 18 février 1780).
- 17 décembre : José de los Santos, matador espagnol (° 10 mars 1806).

- Date précise inconnue :
  - Amelia Curran, peintre irlandaise (° 1775).
  - William Dealtry, pasteur anglais aux opinions évangéliques, archidiacre de Surrey et membre de la Royal Society (° 1775).
  - Francesco Molino, guitariste, violoniste et compositeur italien (° 4 juin 1768).
  - Joseph Roques, peintre français (° 4 août 1757).